# GSI 헬름홀츠 중이온 연구소

연구소 로고

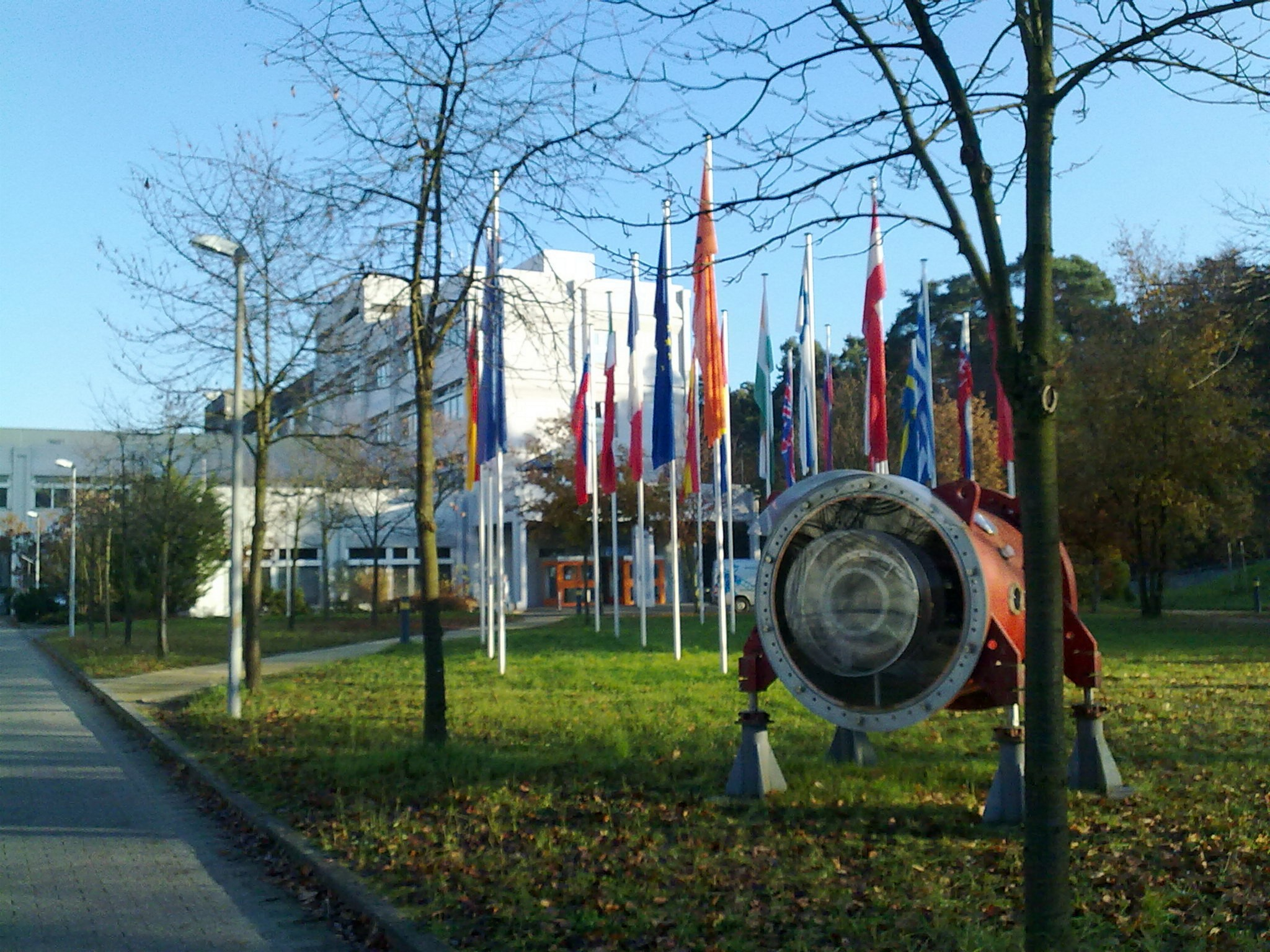
GSI 헬름홀츠 중이온 연구소 입구

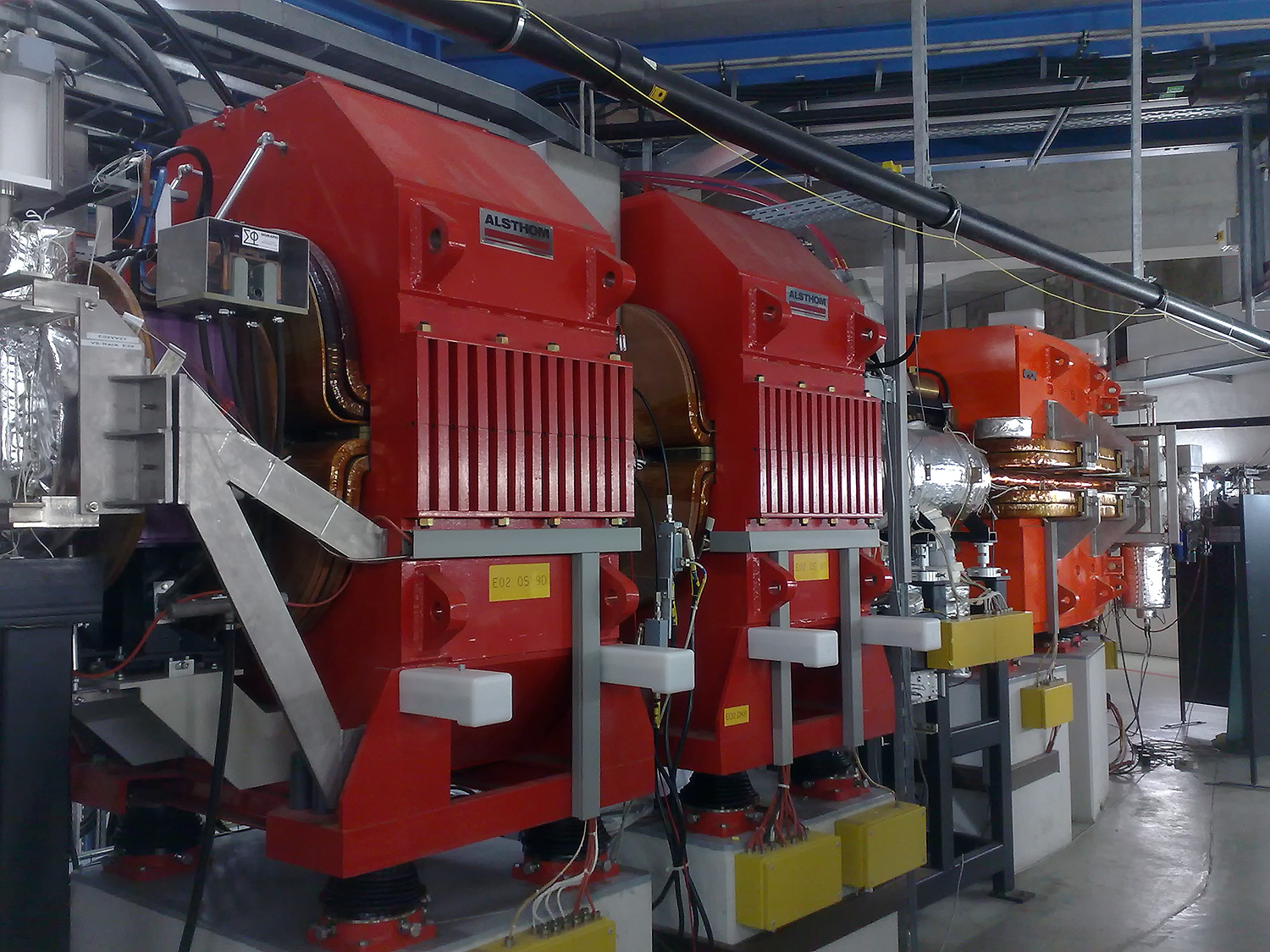
가속기의 일부

GSI 헬름홀츠 중이온 연구소(독일어:  GSI Helmholtzzentrum für Schwerionenforschung GmbH)는 독일 다름슈타트 북부에 위치한 물리학 연구소이다. 고에너지 가속기를 이용한 학술 연구와 중이온 빔을 이용한 암 치료 연구가 주로 이루어지고 있다. 독일 연방 정부와 헤센주 정부, 유럽 연합에서 출연한 기금으로 운영되고 있다.

## 인공 원소 발견
중이온 연구소는 가속기를 이용한 새로운 원자핵의 합성과 발견을 인정받았다. 이들 원소 이름 중에는 하슘(헤센주)이나 다름슈타튬(다름슈타트)처럼 연구소의 소재지 이름을 딴 경우도 있다.
- 원자 번호 107번 보륨(1981년)

209Bi + 54Cr → 262Bh + 1n
- 원자 번호 108번 하슘(1984년)

208Pb + 58Fe → 265Hs + 1n
- 원자 번호 109번 마이트너륨(1982년)

209Bi + 58Fe → 266Mt + 1n
- 원자 번호 110번 다름슈타튬(1994년)

208Pb + 62Ni → 269Ds + 1n
- 원자 번호 111번 뢴트게늄(1994년)

209Bi + 64Ni → 272Rg + 1n
- 원자 번호 112번 코페르니슘(1996년)

208Pb + 70Zn → 277Cn + 1n

## 같이 보기
- 이화학연구소
- 유럽 입자 물리 연구소
- 라온 (중이온가속기)